# WHL0137-LS
WHL0137-LS ويعرف ايضاً باسم إيرندل (نجمة الصباح في اللغة الإنجليزية القديمة) هو أبعد نجم تم اكتشافه، اكتشفه تلسكوب هابل الفضائي.

## الاكتشاف والاسم
تم الإعلان عن اكتشاف تلسكوب هابل الفضائي لإرنديل في 30 مارس 2022. أصبح النجم بسبب تأثير عدسة الجاذبية المنبع مجموعة المجرات WHL0137-08 الذي تضخم مجراته ضوء النجم بشكل كبير لأن كتلة المجرات تسبب تأثيرًا يشوه ويكبر ضوء النجم ، مما يجعله مرئيًا للتلسكوب.

يجب أن تكون المشاهدات الإضافية للنجم ممكنة باستخدام تلسكوب جيمس ويب الفضائي الجديد.
أعطى المكتشفون النجم لقب Earendel (إيرنديل) ، المشتق من المصطلح الإنجليزي القديم لـ "نجمة الصباح" أو "الضوء الصاعد".

## مواصفاته
انبعث الضوء الذي اكتشفه إيرنديل 900 مليون سنة بعد الانفجار العظيم. يبلغ قياس الانزياح الأحمر للنجم 6.2 ± 0.1 ، مما يعني أن الضوء القادم من إيرنديل وصل إلى الأرض بعد 12.9 مليار سنة. ومع ذلك ، وبسبب توسع الكون ، فإن النجم سيكون على بعد 28 مليار سنة ضوئية اليوم.
النجم أكبر بمقدار 50 مرة على الأقل من كتلة الشمس. بسبب كتلته الكبيرة ، ربما انفجر النجم كمستعر أعظم بعد بضعة ملايين من السنين من تكوينه. ربما كان لدى إيرنديل احتمالية منخفضة لكونه نجمًا من تصنيف جمهرة النجوم الثالثة Population III، مما يعني أنه كان سيتألف بالكامل تقريبًا من الهيدروجين والهيليوم البدائي (البدائي ، الذي نشأ عن الانفجار العظيم).